# Kabupaten de Lahat
Le kabupaten de Lahat (en indonésien, Kabupaten Lahat), est un kabupaten de la province indonésienne de Sumatra du Sud. Son chef-lieu s'appelle également Lahat.

## Géographie
Le kabupaten de Lahat est bordé par :
- les kabupatens de Muara Enim et Musi Rawas au nord ;
- de Muara Enim, Rejang Lebong et la province de Bengkulu à l’est ;
- la kota de Pagar Alam et la province de Bengkulu au sud.

## Histoire

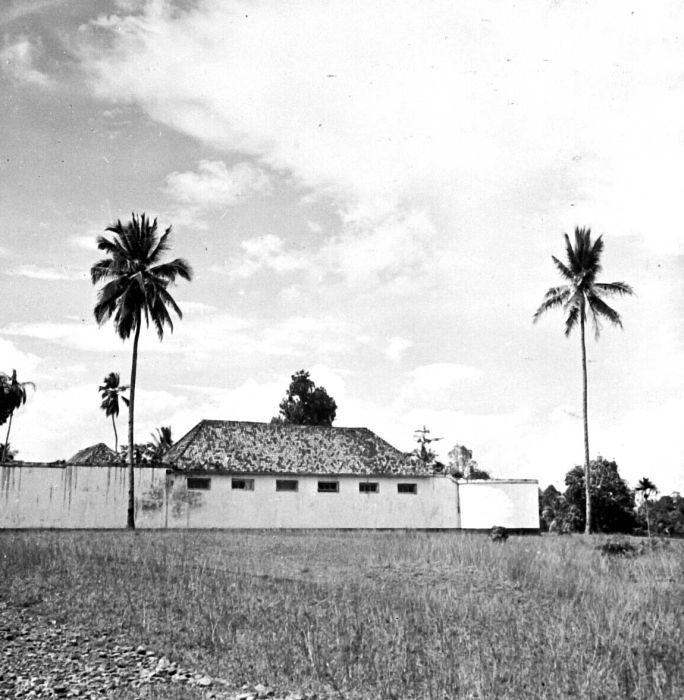
Le fort de Tebing Tinggi (1939)

Dans les années 1830, à l’époque du sultanat de Palembang, la région était dominée par quelques marga ou clans, qui s’appelaient Lematang, Pasemahan, Lintang, Gumai, Tebing Tinggi et Kikim.
À l’époque des Indes orientales néerlandaises, le gouvernement colonial crée les afdelingen (subdivisions administratives) de Tebing Tinggi, Lematang Ulu, Lematang Ilir, Kikim et Pasemahan. Le 20 mai 1869, les afdelingen de Lematang Ulu, Lematang Ilir et Pasemah, ainsi que les marga correspondants, sont placés sous l'autorité de l'administration coloniale.
Le kabupaten de Lahat est créé en 1948 par le gouvernement de l'Indonésie indépendante.

## Économie
Les habitants du kabupaten sont traditionnellement des agriculteurs. Certains cultivent le café ou le caoutchouc.
On trouve des mines de charbon. La production a été de 2,86 millions de tonnes en 2008.

## Archéologie

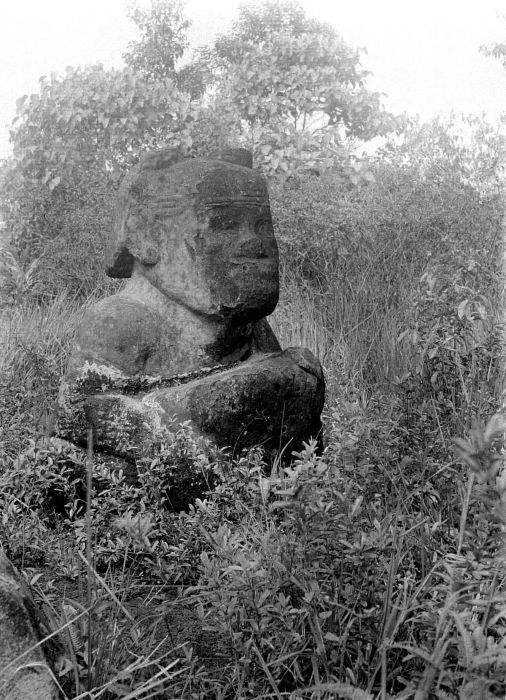
Statue mégalithique sur le chemin allant du village de Pulauping à celui de Tinggihari (photo de 1933).

Le sud de Sumatra compte plusieurs zones riches en statues et autres sculptures mégalithiques.
En 1996, une équipe du récemment créé bureau local de la Maison de l’archéologie de Palembang a découvert dans le village de Kunduran, sur les rives du fleuve Musi, 38 urnes funéraires. À 10 km de là, dans le village de Muara Betung, sur les rives de la rivière Betung, l'équipe a découvert un deuxième site, contenant également des urnes et une grande pierre plate.
On trouve de tels sites funéraires dans toute l'Asie du Sud-Est maritime, incluant les côtes de l’actuel Viêt Nam. On les associe au premier âge des métaux qui, dans la région, va de 600 av. J.-C. aux premiers siècles de notre ère.
Ces découvertes sont venues combler un vide dans la connaissance de la préhistoire récente du sud de Sumatra. Ces sites, situés à 300 km à vol d'oiseau de l'embouchure du Musi, dans une vallée à 350 m d’altitude, entourée de montagnes qui culminent à 1 500 m, ne sont pas liés à des populations côtières.